# Włodzimierz Staszak
Włodzimierz Staszak (* 20. Mai 1948) ist ein ehemaliger polnischer Leichtathlet, der sich auf den Mittelstreckenlauf spezialisiert hat. Seinen größten Erfolg feierte er mit dem Gewinn der Bronzemedaille über 1500 Meter bei den Halleneuropameisterschaften 1974 in Göteborg.

## Sportliche Laufbahn
Erste international Erfahrungen sammelte Włodzimierz Staszak vermutlich im Jahr 1983, als er bei den Halleneuropameisterschaften in Rotterdam in 3:45,75 min den achten Platz im 1500-Meter-Lauf belegte. Im Jahr darauf gewann er bei den Halleneuropameisterschaften in Göteborg in 3:43,48 min die Bronzemedaille hinter seinem Landsmann Henryk Szordykowski und Thomas Wessinghage aus der Bundesrepublik Deutschland. Anschließend trat er nicht mehr international in Erscheinung.
1973 wurde Staszak polnischer Hallenmeister im 1500-Meter-Lauf.

## Persönliche Bestleistungen
- 1500 Meter: 3:41,0 min, 29. Juli 1973 in Warschau
  - 1500 Meter (Halle): 3:43,48 min, 10. März 1974 in Göteborg